# ブルワリー

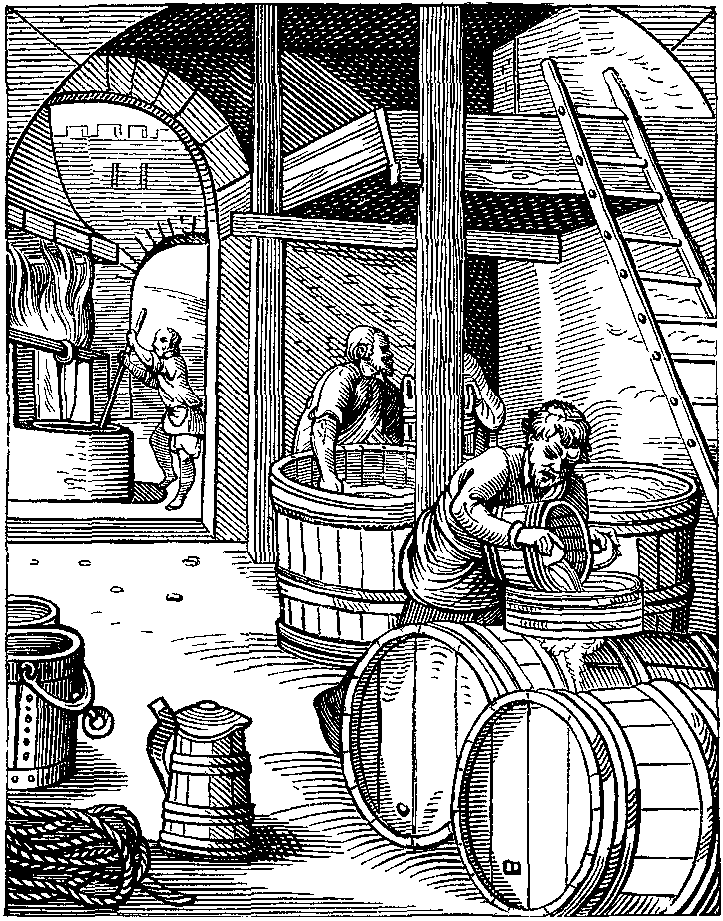
16世紀の醸造所の様子。

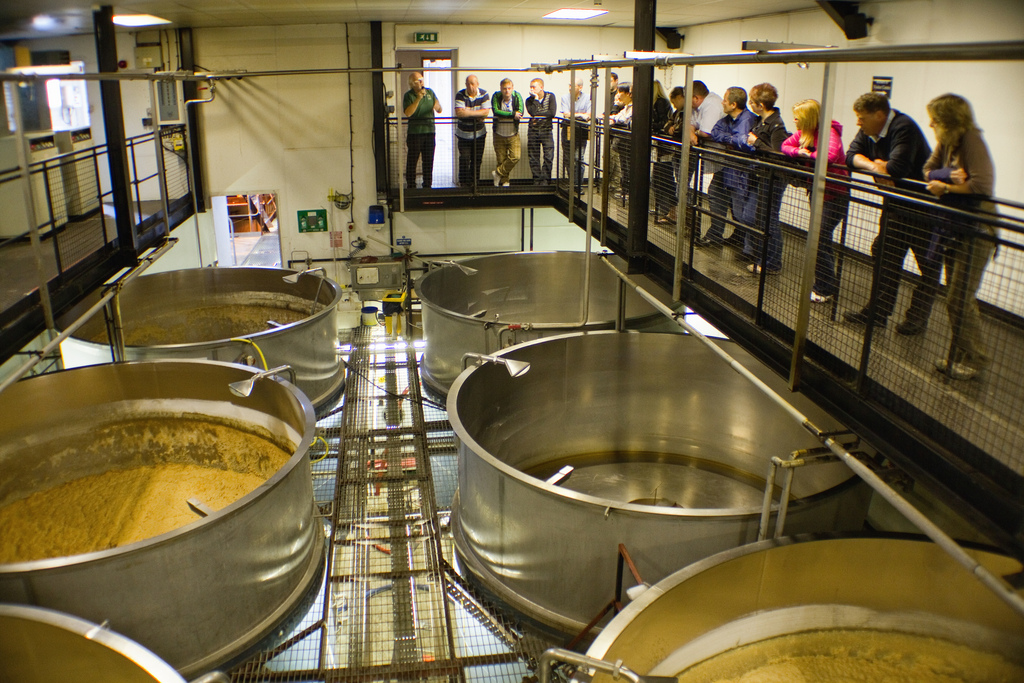
発酵中のビール

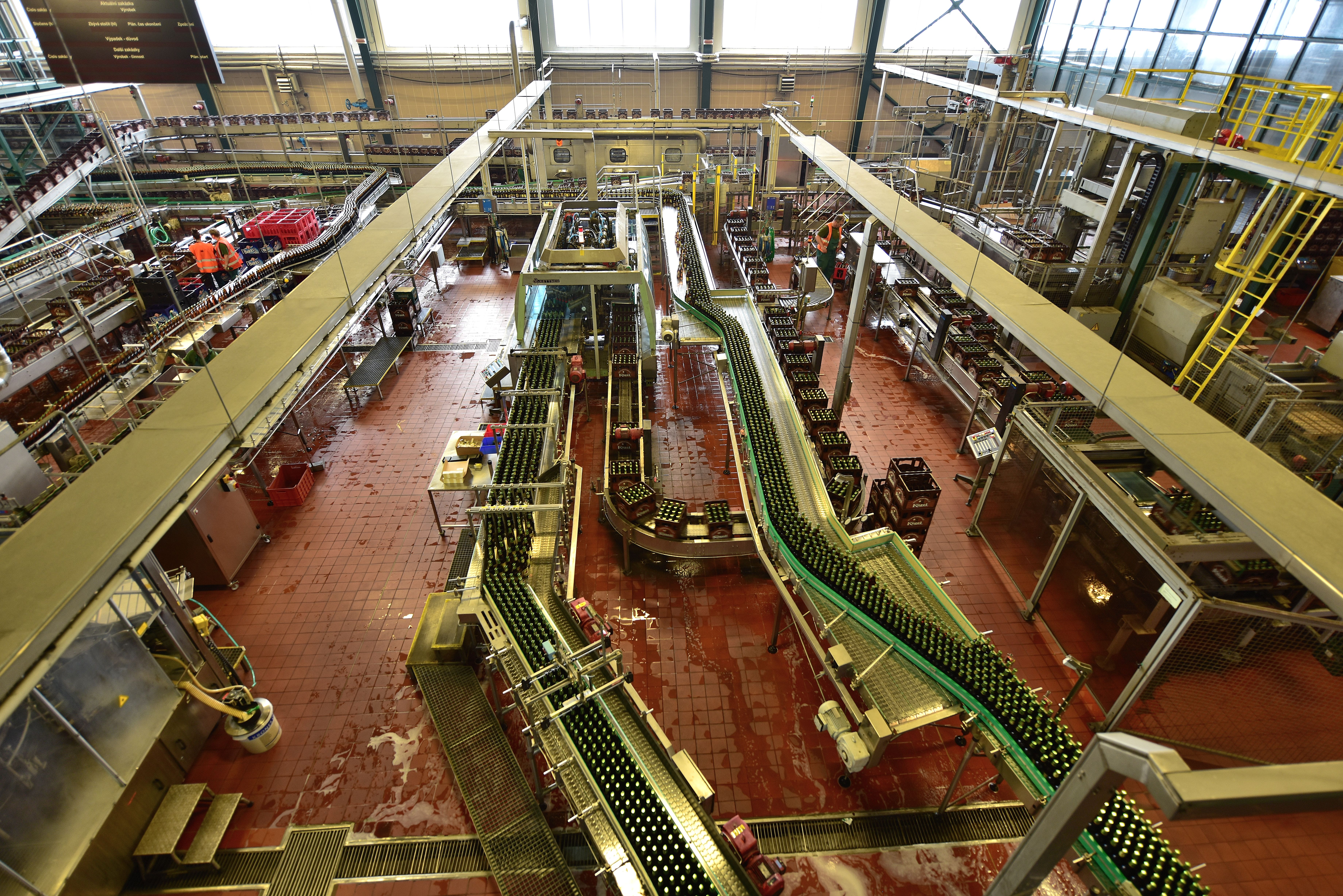
瓶に詰める工程。

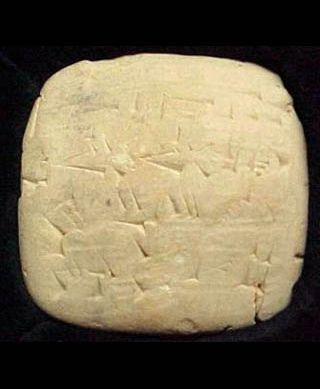
紀元前2500年頃のシュメールの醸造所からビールを購入したことを示す粘土板の領収書。

ブルワリー（ブルーワリー、ブリュワリーとも、英語: brewery）あるいはビール醸造所（ビールじょうぞうしょ）とは、ビールなどを醸造する場所をいう。醸造用途に限らず、販売および酒場を兼ねる場合も同様に呼称される。英語圏では日本酒の醸造所、酒造場もブルワリーと呼ばれる。ワイン醸造所についてはワイナリーを参照。

## 廃棄物
ブルワリーでビールなどを製造後、ビール1リットルあたり約200グラムの醸造残渣（ビール粕、麦芽加工残渣、麦芽かすなど）が排出される。これらは、大半がもと大麦などの穀物である。廃棄物の活用として、2025年時点の割合として、70％ほどが家畜飼料、10％はバイオ燃料、その他は食品添加物、肥料、キノコ培地などにも活用される場合があるが、20％程度は産業廃棄物として埋め立てられる。大麦ミルクや人工皮革、タンパク質と繊維に分解して活用するなどの試みもある。

## ブルーパブ
ブルワリーに併設されている醸造されたビールをできたてで提供するパブやレストランのことを示す。
ブルーパブ（en:brewpub）は、アメリカでは1990年代に流行しはじめた。

## アメリカ

### マイクロブルワリー
1960年代のアメリカでは、マイクロブルワリーの廃業や巨大ブルワリーからの買収が行われていた。その中でフリッツ・メイタッグがアンカー・ブルーイング・カンパニーの経営を立て直し、1980年には大きく発展することになる。このアンカー・ブルーイング・カンパニーの成功により、1980年代には地ビールブームが訪れた。

## 日本
製造場の所在地の所轄税務署長から酒類製造免許を受ける必要がある。
日本では酒税の徴収等の都合から、長らく大規模な醸造所 (ビール工場) しか事実上は認められておらず、大手4メーカーとオリオンビールの醸造所しか存在し得なかった。しかし、規制緩和の流れから、1994年4月に年間最低製造数量が2000klから60klに緩和された。そのため、いわゆる地ビールを醸造する数多くのマイクロブルワリー（en:microbrewery）が誕生することとなった。
日本の地ビールは、当初から価格や流通など事情があり、大手ビールメーカーとの販売競争相手とはなり得なかった。結果的に、日本では極端に大規模なブルワリーと、極端に小規模なブルワリーが存在する二極構造が特徴づけられることとなった。

### 日本の大手のビール工場
日本のほとんどの大手ビールメーカーの工場では見学コースが整備されている。見学の最後にはできたてのビールの試飲が可能であることが多い。また、できたての自社製品ビールが味わえるレストラン（ビール園）を併設している工場も多い。

#### 北海道
- アサヒビール北海道工場　北海道札幌市白石区
- キリンビール千歳工場　北海道千歳市
- サッポロビール北海道工場　北海道恵庭市

#### 東北・関東
- アサヒビールニッカシードル弘前工場：青森県弘前市大字栄町2-1-1（北緯40度36分57.5秒 東経140度27分53秒 / 北緯40.615972度 東経140.46472度）
- サッポロビール仙台工場　宮城県名取市
- アサヒビール福島工場　福島県本宮市
- アサヒビール茨城工場　茨城県守谷市
- キリンビール取手工場　茨城県取手市
- キリンビール栃木工場　栃木県高根沢町
- サントリー〈天然水のビール工場〉 群馬・利根川ブルワリー　群馬県千代田町
- サッポロビール千葉工場　千葉県船橋市
- サントリー 〈天然水のビール工場〉 東京・武蔵野ブルワリー　東京都府中市
- アサヒビール神奈川工場　神奈川県南足柄市
- キリンビール横浜工場　神奈川県横浜市鶴見区

#### 東海・北陸
- キリンビール北陸工場　石川県白山市（2010年8月31日閉館）
- サッポロビール静岡工場　静岡県焼津市
- アサヒビール名古屋工場　愛知県名古屋市守山区
- キリンビール名古屋工場　愛知県清須市

#### 関西
- キリンビール滋賀工場　滋賀県多賀町
- サントリー〈天然水のビール工場〉京都ブルワリー　京都府長岡京市
- アサヒビール吹田工場　大阪府吹田市
- KPOキリンプラザ大阪 大阪府大阪市（2007年10月31日閉館）
- アサヒビール西宮工場　兵庫県西宮市

#### 中国・四国
- キリンビール岡山工場　岡山県岡山市
- キリンビール広島工場　広島県府中町
- アサヒビール四国工場　愛媛県西条市

#### 九州・沖縄
- アサヒビール博多工場　福岡県福岡市博多区
- キリンビール福岡工場　福岡県朝倉市
- サントリー 〈天然水のビール工場〉 熊本・阿蘇ブルワリー[注釈 2]　熊本県嘉島町
- サッポロビール新九州工場　大分県日田市
- オリオンビール名護工場　沖縄県名護市